# إرنست جرونوالد
إرنست جرونوالد (بالإنجليزية: Ernest Grunwald)‏ هو كيميائي أمريكي، ولد في 2 نوفمبر 1923 في فوبرتال في ألمانيا، وتوفي في 28 مارس 2002.